# Paraputo albizzicola
Paraputo albizzicola är en insektsart som beskrevs av Borchsenius 1962. Paraputo albizzicola ingår i släktet Paraputo och familjen ullsköldlöss. Inga underarter finns listade i Catalogue of Life.